# Morbus Galli-Galli
Der Morbus Galli-Galli ist eine sehr seltene angeborene Hautkrankheit mit einer netzartigen Pigmentierung in den Hautbeugen und follikulären Hyperkeratosen. Die Erkrankung kann als akantholytische Variante der Dowling-Degos-Krankheit, einer seltenen  Genodermatose, angesehen werden.
Beim Morbus Galli-Galli liegt zusätzlich eine Akantholyse vor.
Anscheinend handelt es sich um unterschiedliche Erscheinungsbilder ein und derselben pathologischen Grundlage.
Synonyme sind: Galli-Galli disease; Galli-Galli-Krankheit; Morbus Galli-Galli
Die Erstbeschreibung stammt aus dem Jahre 1982 durch den deutschen Hautarzt H. Bardach und Mitarbeiter, die Namensbezeichnung bezieht sich auf das betroffene Brüderpaar F. und W. Galli.

## Verbreitung
Die Häufigkeit ist nicht bekannt, die Vererbung erfolgt autosomal-dominant.

## Ursache
Der Erkrankung liegen Loss-of-Function-Mutationen im KRT5-Gen im Chromosom 12 am Genort q13.13, welches für Keratin 5 kodiert. Meist handelt es sich dabei um die Mutation c.418dupA.
Vermutlich führen die Mutationen zu einem Adhäsionsverlust der Keratinozyten.
Mutationen in diesem Gen finden sich auch bei
- Dowling-Degos-Krankheit Typ 1
- Epidermolysis bullosa simplex (EBS) Typ Dowling-Meara[6]
- EBS Typ Weber-Cockayne[7]
- EBS, generalisierte, autosomal-rezessive[8]
- EBS mit ringförmigem Erythema migrans[9]
- EBS-MP mit gesprenkelter Pigmentierung[10]

## Klinische Erscheinungen
Klinische Kriterien sind:
- Manifestation zwischen dem 40. und 60. Lebensjahr
- eher gleichförmig fleckförmige, teilweise konfluierende und netzartige Hyperpigmentierungen besonders in den Gelenkbeugen und Hautfalten, aber auch am Kinn, Hals und im Nacken.[1]

## Diagnose
Die Diagnose ergibt sich aus der Kombination klinischer Befunde und kann durch humangenetische Untersuchung gesichert werden. Wichtig ist eine histologische Untersuchung zum Nachweis der Akantholyse.

## Differentialdiagnostik
Abzugrenzen sind:
- Acanthosis nigricans
- Papillomatosis confluens et reticularis
- Morbus Hailey-Hailey
- Morbus Grover
- Urticaria pigmentosa